# Liste deutschsprachiger Schriftsteller/P
Hinweis: Die Umlaute ä, ö, ü werden wie die einfachen Vokale a, o, u eingeordnet, der Buchstabe ß wie ss. Dagegen werden ae, oe, ue unabhängig von der Aussprache immer als zwei Buchstaben behandelt.

## Pa – Par
- Henriette von Paalzow (1792–1847)
- Mathilde Paar (1846–1886)
- Tanja Paar (1970)
- Hans Paasche (1881–1920)
- Peter Pabisch (1938)
- Gert von Paczensky (1925–2014)
- Lotte Paepcke (1910–2000)
- Elifius Paffrath (1942–2016)
- Helene Pagés (1863–1944)
- Friedrich J. Pajeken (1855–1920)
- Rudi Palla (1941)
- Erwin Walter Palm  (1910–1988)
- Thomas Palzer (1956)
- Eberhard Panitz (1932–2021)
- Oskar Panizza (1853–1921)
- Rudolf Pannwitz (1881–1969)
- Theodor Hermann Pantenius (1843–1915)
- Leonore Pany (1877–1965)
- Betty Paoli, eigentlich Babette Elisabeth Glück (1814–1894)
- Dimitris Papakonstantinou (1957)
- Elisabeth Juliane Maria Pape (1814–1890)
- Samuel Christian Pape (1774–1817)
- Bert Papenfuß-Gorek (1956–2023)
- Walter Papst (1924–2008)
- Alfons Paquet (1881–1944)
- Ilka Paradis-Schlang (1944)
- Sandra Paretti, eigentlich Irmgard Schneeberger (1935–1994)
- Gustav Parg (1877–1954)
- Harald Parigger (1953)
- Paul Parin (1916–2009)
- Therese Paris (1868–1942)
- Peggy Parnass (1927–2025)
- Hans-Heinz Parry (1904–1977)
- Wolfgang Willy Parth (1910–1982)
- Theodolinde von Paschwitz (1848–1939)

## Pas – Paz
- Gerhard E. Paschinger (1954)
- Ernst Pasqué (1821–1892)
- Walter Passian (1949–2017)
- Kathrin Passig (1970)
- Sophie Passmann (1994)
- Kurt Pastenaci (1894–1961)
- Oskar Pastior (1927–2006)
- Franz Daniel Pastorius (1651–1719)
- Susann Pásztor (1957)
- Heidi Pataki (1940–2006)
- Herbert Viktor Patera (1900–1986)
- Moritz Pathé (1893–1956)
- Adolf Paul (1863–1943)
- Ina Paul (1935)
- Jean Paul, eigentlich Johann Paul Friedrich Richter (1763–1825)
- Hertha Pauli (1909–1973)
- Johannes Pauli (etwa 1455–nach 1522)
- Konrad Paulis, eigentlich Paul Schütz (1891–1955)
- Christian Franz Paullini (1643–1712)
- Rudolf Paulsen (1883–1966)
- Helmut Paulus (1900–1975)
- Birgit Pausch (1942)
- Helene Louise Pause (1895–1974)
- Gudrun Pausewang (1928–2020)
- Ingerose Paust (1929–2016)
- Otto Paust (1897–1975)
- Oliver Pautsch (1965)
- Henning Pawel (1944–2022)
- Anna Pawlitschek (1864–1927)
- Erich Pawlu (1934–2022)

## Pe
- Kristian Pech (1946)
- Erica Pedretti (1930–2022)
- Annette Pehnt (1967)
- Max Peinkofer (1891–1963)
- Ulrich Peltzer (1956)
- Monika Pelz (1944)
- Georg Pelzer (1959)
- Ernst Penzoldt (1892–1955)
- Barbara Juliane Penzel (1636–1673)
- Anton von Perfall (1853–1912)
- Manuela von Perfall (1952–2018)
- Joseph Pergher (1902–1970)
- Joachim Perinet (1763–1816)
- Josef Friedrich Perkonig (1890–1959)
- Dieter Perlowski (1950)
- Rolf Persch (1949–2015)
- Walter Persich (1904–1955)
- Hans Perting (1963)
- Leo Perutz (1882–1957)
- Helmut W. Pesch (1952)
- Emil Peschkau (1856–1929?)
- Julius Peschke (1865–1935)
- Hanna von Pestalozza, eigentlich Brunhilde von Schlippenbach (1877–1963)
- Johann Heinrich Pestalozzi (1746–1827)
- Jo Pestum, eigentlich Johannes Stumpe (1936)
- Johann Peter (1858–1935)
- Maria W. Peter (1976)
- Ursel Peter (1923–1970)
- Christoph Peters (1966)
- Friedrich Ernst Peters (1890–1962)
- Markus Peters (1965)
- Sabine Peters (1961)
- Veronika Peters (1966)
- Jochen Petersdorf (1934–2008)
- Dirk von Petersdorff (1966)
- Jan Petersen, eigentlich Hans Schwalm (1906–1969)
- Jens Petersen (1976)
- Karin Petersen (1950)
- Maria Bonifatia Petras (1874–1942)
- Horst Petri (1936–2022)
- Julius Petri (1868–1894)
- Oliver J. Petry (1965)
- Alfred Petto (1902–1962)
- Alfons Petzold (1882–1923)
- Irma Petzold-Heinz (1913–1991)
- Nicolaus Peucker (1620?–1674)
- Will-Erich Peuckert (1895–1969)
- Heinrich Peuckmann (1949–2023)

## Pf – Ph
- Denis Pfabe (1986)
- Gertrud Pfander (1874–1898)
- Julie Pfannenschmidt (1806–1868)
- Thomas Pfanner (1960)
- Ewald Pfannschmidt (1902–1984)
- Renata Pfannschmidt (1862–)
- Ludwig Pfau (1821–1894)
- Justus Pfaue (1942–2014)
- Gottlieb Konrad Pfeffel (1736–1809)
- Nora Pfeffer (1919–2012)
- Erich Pfefferlen (1952)
- Gisela Pfeiffer (1922–1992)
- Hans Pfeiffer (1925–1998)
- Linda Pfeiffer (1948)
- Oscar Herbert Pfeiffer (1902–1996)
- Christian Karl Ludwig von Pfeil (1712–1784)
- Karl Gabriel Pfeill (1889–1942)
- Wilhelm Pferdekamp (1901–1966)
- Gustav Pfizer (1807–1890)
- Otto Pflanzl (1865–1943)
- Kerstin Pflieger (1980)
- Andreas Pflüger (1957)
- Otto von der Pfordten (1861–1918)
- Bernhard Philberth (1927–2010)
- Karl Philberth (1929–2010)
- Hugo Wolfgang Philipp (1883–1969)
- Peter Philipp (1971–2014)
- Felix Philippi (1851–1921)
- Fritz Philippi (1869–1933)
- Josef Philippi (1841–1908)

## Pi
- Adolf Pichler (1819–1900)
- Anita Pichler (1948–1997)
- Georg Pichler (1959)
- Caroline Pichler (1769–1843)
- Otto Pick (1887–1940)
- Juliane Pickel (1971)
- Theodor Piderit (1826–1912)
- Theodor Piening (1831–1906)
- Richard Pietraß (1946)
- Johann Valentin Pietsch (1690–1733)
- Otto Pietsch (1874–1960)
- Walter Pilar (1948–2018)
- Volker Elis Pilgrim (1942–2022)
- André Pilz (1972)
- Ludwig Pink (1873–1940)
- Stefan T. Pinternagel (1965–2009)
- Heinz Piontek (1925–2003)
- Maria Piper (* vor 1905, † nach 1946)
- Emil Pirazzi (1832–1898)
- Willibald Pirckheimer (1470–1530)
- Akif Pirinçci (1959)
- Gisela Pirkhert (1874–1938)
- Siegfried Pitschmann (1930–2002)
- Christine Pitzke (1964)
- Hermann Peter Piwitt (1935)

## Pl
- Arno Plack (1930–2012)
- Richard Plant (1910–1998)
- Jannis Plastargias (* 1975)
- Herbert Plate (1918–2002)
- August Graf von Platen, eigentlich von Platen-Hallermünde (1796–1835)
- Bernhard Ludwig von Platen (1733–1774)
- Leontine von Winterfeld-Platen (1883–1960)
- Sigelind von Platen (1914–1945)
- Heidi von Plato (1944)
- Richard Plattensteiner, Pseudonym Robert Palten (1878–1956)
- Felix Platter (1536–1614)
- Thomas Platter der Ältere (1499–1582)
- Thomas Platter der Jüngere (1574–1628)
- Christian Platten (1978)
- Johann Plattner (1854–1942)
- Wilhelm Platz (1866–1929)
- Joseph Plaut (1879–1966)
- Johannes Plavius (um 1600–nach 1630)
- Oswald Plawina (1864–1931)
- Ulrich Plenzdorf (1934–2007)
- Hans Pleschinski (1956)
- Elisabeth Plessen (1944)
- Friederun Pleterski (1948)
- Heinrich Pleticha (1924–2010)
- Thomas Pletzinger (1975)
- Wilhelm Pleyer (1901–1974)
- Theodor Plievier (1892–1955)
- Wilhelm von Ploennies (1828–1871)
- Wilhelm Plog (1884–1946)
- Heinrich Plönes (1885–1956)
- Luise von Plönnies (1803–1872)
- Jürgen Ploog (1935–2020)
- Benno Pludra (1925–2014)
- Erika Pluhar (1939)

## Po – Pom
- Franz von Pocci (1807–1876)
- Klaus Poche (1927–2007)
- Margarete Pochhammer (1841–1926)
- Rosa Pock (1949)
- Erich (F.) Podach (1894–1967)
- Clemens von Podewils (1905–1978)
- Wilhelm Poeck (1866–1933)
- Johannes Poethen (1928–2001)
- Maurizio Poggio (1947)
- Emil Pohl (1824–1901)
- Gerhart Pohl (1902–1966)
- Guntram Erich Pohl (1891–?)
- Hertha Pohl (1889–1954)
- Ilse Pohl (1907–2010)
- Klaus Pohl (1952)
- Olga Pöhlmann (1880–1969)
- Tom Pohlmann (1962)
- Johann Albert Poißl (1622–1692)
- Franziska Polanski
- Wilhelm von Polenz (1861–1903)
- Alfred Polgar (1873–1955)
- Matthias Politycki (1955)
- Heinz Politzer (1910–1978)
- Elise Polko (1823–1899)
- Martin Pollack (1944–2025)
- Nele Pollatschek (1988)
- Klara Pölt-Nordheim (1862–1926)
- Aurelius Polzer (1848–1924)

## Pon – Poz
- Josef Ponten (1883–1940)
- Steffen Popp (1978)
- Franz Poppe (1834–1915)
- Grit Poppe (1964)
- Luka Porter, eigentlich Doris Niespor (1969)
- Paul Pörtner (1925–1984)
- Christoph Poschenrieder (1964)
- Marion Poschmann (1969)
- Ernst Poseck (1893–1952)
- Christian Heinrich Postel (1658–1705)
- Heinz Pototschnig (1923–1995)
- Adolf Potthoff (1897–1969)
- Margot Potthoff (1934)
- Eduard Pötzl (1851–1914)
- Hilda Povinelli (1889–1966)
- Reinhard Pozorny (1908–1993)

## Pr – Ps
- Hans-Peter Pracht (1949)
- Angela Praesent (1945–2009)
- Anton Praetorius (1560–1613)
- Johannes Praetorius, eigentlich Hans Schulz (1630–1680)
- Gerhard Prager (1920–1975)
- Peter Prange (1955)
- Johann Ludwig Prasch (1637–1690)
- Rosa von Praunheim (* 1942)
- Karl Gottlieb Prätzel (1785–1861)
- Richard David Precht (1964)
- Ernst Preczang (1870–1949)
- Thomas Pregel (* 1977)
- Bruno Preisendörfer (1957)
- Gertrud Prellwitz (1869–1942)
- Paula von Preradović (1887–1951)
- Rudolf Presber (1868–1935)
- Karl Preser (1828–1910)
- Peter Preses (1907–1961)
- Hans Jürgen Press (1926–2002)
- Mirjam Pressler (1940–2019)
- Hermione von Preuschen (1854–1918)
- Anna Hilaria Preuß (1873–1948)
- Gunter Preuß (1940–2025)
- Henriette Preuss (1825–1902)
- Jürgen Preuss (1942)
- Otfried Preußler (1923–2013)
- René Prévot (1880–1955)
- Rudi Prexler (1928)
- Reinhard Priessnitz (1945–1985)
- Sabine Prilop (1960)
- Wolfgang Caspar Printz (1641–1717)
- Anneliese Probst (1926–2011)
- Johann Eugen Probst (1858–1937)
- Peter Probst (1957)
- Jutta Profijt (1967)
- Gert Prokop (1932–1994)
- Prokop von Templin (1609–1680)
- Tim Pröse (1970)
- Robert Prosser (1983)
- Robert Eduard Prutz (1816–1872)
- Stanisław Przybyszewski (1868–1927)
- Alexander Pschera (1964)
- Viktor Psenner (1876–1945)

## Pu – Py
- Hermann von Pückler-Muskau (1785–1871)
- Ingrid Puganigg (1947)
- Horst Pukallus (1949)
- Dierk Puls (1913–1994)
- Max Pulver (1889–1952)
- Ursula Püschel (1930–2018)
- Walter Püschel (1927–2005)
- Alberta von Puttkamer (1849–1923)
- Hermann Püttmann (1811–1874)
- Claudia Pütz (1958)
- Heidi Pütz (1975)
- Immanuel Jakob Pyra (1715–1744)
- Johann Ladislaus Pyrker, eigentlich Pyrker von Felsö-Eör (1772–1847)